# Javi Vega
Javier Vega Merayo, detto Javi (Madrid, 5 gennaio 1988), è un cestista spagnolo.